# Gay icon

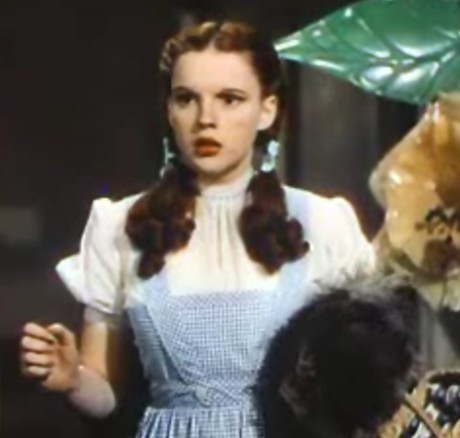
Una din cele mai cunoscute icoane gay, Judy Garland, în filmul Vrăjitorul din Oz

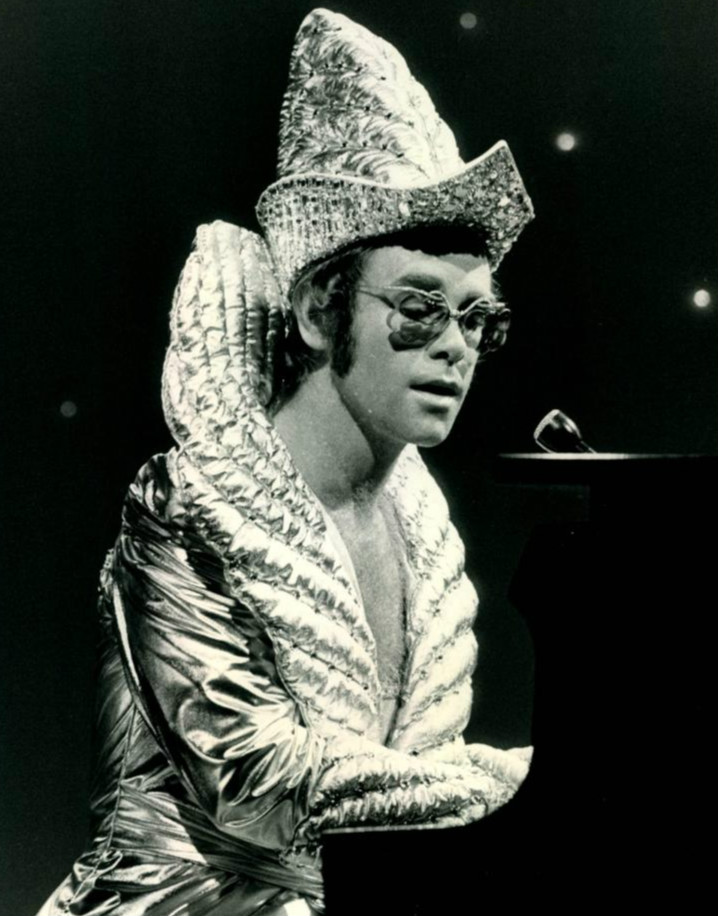
Elton John, un simbol al comunității LGBT în anii '70 și '80

Gay icon este o persoană publică apreciată de un număr mare de reprezentanți ai comunității LGBT. Aceste persoane sunt adesea stilate, sau dimpotrivă, prezintă un stil vestimentar controversat. Au adesea un trecut dureros, reușind să devină celebre sau să-și mențină statutul după multe dificultăți. Atât heterosexualii, cât și membrii comunității LGBT pot deveni gay icons. Deși majoritatea persoanelor care au devenit gay icons s-au declarat încântate de acest lucru, unele nu au fost de acord cu acest "statut".

## Exemple
Printre cele mai cunoscute gay icons la nivel internațional se numără: 
- Ariana Grande
- Lady Gaga
- Nicki Minaj
- Doja Cat
- Britney Spears
- Bette Davis
- Joan Crawford
- Cher
- Coretta Scott King
- Cyndi Lauper
- David Beckham
- James Dean
- Diana, Prințesă de Wales
- Ellen DeGeneres
- Elton John
- Freddie Mercury
- Janet Jackson
- Judy Garland
- Liza Minnelli
- Madonna
- Harvey Milk
- Marlene Dietrich
- Dolly Parton
- RuPaul
- Marilyn Monroe
- Ian McKellen
- David Bowie
- Sfântul Sebastian
- Sappho
- Oscar Wilde[1]

În România sunt considerate gay icons Andreea Bălan, Anna Lesko, Corina și Loredana Groza.